# Howard Hayes Scullard
Howard Hayes Scullard (9 février 1903 – 31 mars 1983) est un historien britannique, spécialiste de l'antiquité. Il est connu pour sa participation a l'Oxford Classical Dictionary et pour ses nombreux ouvrages.
Né à Bedford, en Angleterre, il étudie à Highgate School, puis au St. John's College, à Cambridge. Il est professeur, puis lecteur au New College de 1935 à 1959, année où il devient professeur d'histoire ancienne au King's College jusqu'à sa retraite en 1970.

## Publications
- Scipio Africanus in the Second Punic War (University Press, Cambridge, 1930)
- A history of the Roman world from 753 to 146 BC (Methuen Publishing, London, 1935; 4th edition, Routledge, 1982)
- Éditeur (avec H. E. Butler), Livy, Book XXX (Methuen, London, 1939)
- Roman politics (Clarendon Press, Oxford, 1951)
- editor Atlas of the Classical World (Nelson, London and Edinburgh, 1959)
- From the Gracchi to Nero: a history of Rome from 133 B.C. to A.D. 68 (Methuen, London, 1959; 5th edition, Routledge, 1980)
- editor, The grandeur that was Rome (Sidgwick and Jackson, London, 1961)
- Shorter atlas of the classical world (Thomas Nelson and Sons, Edinburgh, 1962)
- The Etruscan cities and Rome (Thames and Hudson, London, 1967)
- Scipio Africanus: soldier and politician (Thames and Hudson, London, 1970)
- Éditeur (avec [N. G. L. Hammond) de l‘Oxford Classical Dictionary (Clarendon Press, Oxford, 1970)
- The elephant in the Greek and Roman world (Thames and Hudson, London, 1974)
- A history of Rome down to the reign of Constantine (Macmillan Publishers|Macmillan, London, 1975)
- Roman Britain: outpost of the Empire (Thames and Hudson, London, 1979)
- Festivals and ceremonies of the Roman Republic (Thames and Hudson, London, c1981)